# Aree naturali protette della Finlandia
Le aree naturali protette della Finlandia sono costituite da 35 parchi nazionali e da altre aree protette create al fine di tutelare gli ecosistemi e i biotopi finlandesi che abbiano rilevanza storica, geografica, ambientale e geologica o che siano insostituibili ambiente per la conservazione e la riproduzione della biodiversità di specie floristiche e faunistiche secondo quanto indicato dalla rete Natura 2000. Il territorio riconosciuto come area naturale protetta ammonta a 14.961 km² di proprietà demaniale a cui si aggiungono altri 1.220 km² di proprietà privata. Nella maggior parte dei casi l'escursionismo è tutelato dal diritto di pubblico accesso alle aree incontaminate, parte integrante della giurisprudenza finlandese.

## Suddivisione per tipologia di aree
Precisamente, le aree protette finlandesi vengono suddivise in:
- Parchi nazionali (in finlandese: Kansallispuisto; in inglese: National parks) per un totale di 8.170 km²;
- Riserve naturali integrali (in finlandese: Luonnonpuisto; in inglese: Strict nature reserves ) per un totale di 1.530 km²;
- Riserve di torbiera (in finlandese: Soidensuojelualue; in inglese: Mire reserves) per un totale di 4.490 km²;
- Aree forestali ricche di varietà floristiche (in finlandese: Lehtojensuojelualue; in inglese: Protected herb-rich forest area) per un totale di 13 km²;
- Aree forestali primarie protette (in finlandese: Vanhat metsät; in inglese: Protected old-growth forest areas) per un totale di 100 km²;
- Aree di protezione della foca grigia (in finlandese: Hylkeidensuojelualue; in inglese: Grey seal protection areas) per un totale di 190 km²;
- Altre aree protette demaniali per un totale di 468 km².

## Elenco dei parchi nazionali
In Finlandia ci sono 35 parchi nazionali, gestiti dal Metsähallitus (Amministrazione statale finlandese per le foreste), ad eccezione del parco nazionale di Koli che è gestito dal Metsäntutkimuslaitos (Istituto finlandese per la ricerca forestale). I parchi nazionali occupano una superficie complessiva di 8.150 km².

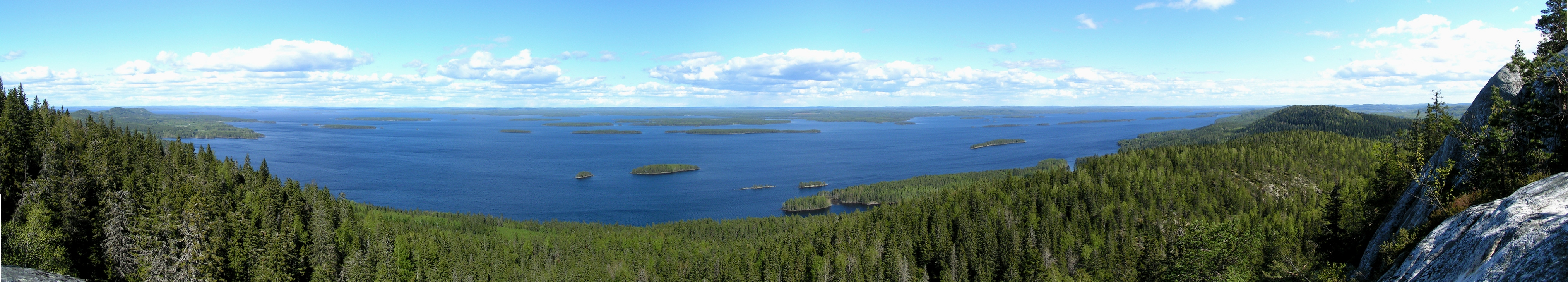
Il lago Pielinen visto da una collina nel Parco nazionale di Koli.

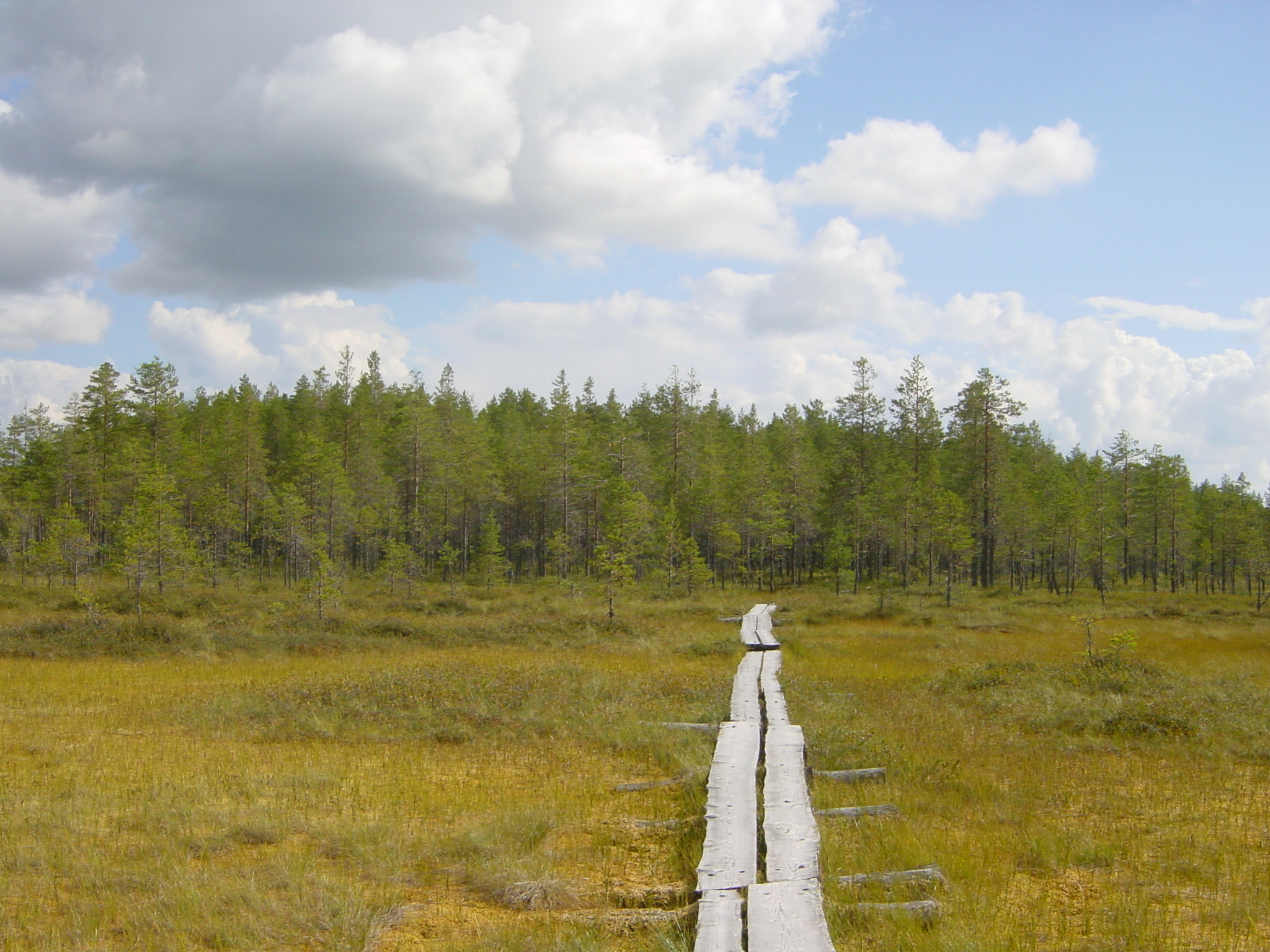
I tipici passaggi di legno nel Parco nazionale di Patvinsuo

- Parco nazionale dell'arcipelago marino (Finlandia)
- Parco nazionale del Golfo di Finlandia orientale
- Parco nazionale dell'arcipelago di Ekenäs
- Parco nazionale di Helvetinjärvi
- Parco nazionale di Hiidenportti
- Parco nazionale di Isojärvi
- Parco nazionale di Kauhaneva-Pohjankangas
- Parco nazionale di Koli
- Parco nazionale di Kolovesi
- Parco nazionale di Kurjenrahka

- Parco nazionale di Lauhanvuori
- Parco nazionale di Leivonmäki
- Parco nazionale di Lemmenjoki
- Parco nazionale di Liesjärvi
- Parco nazionale di Linnansaari

- Parco nazionale di Nuuksio
- Parco nazionale di Oulanka

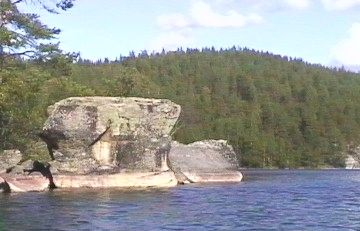
Le rocce caratteristiche nel Parco nazionale di Kolovesi

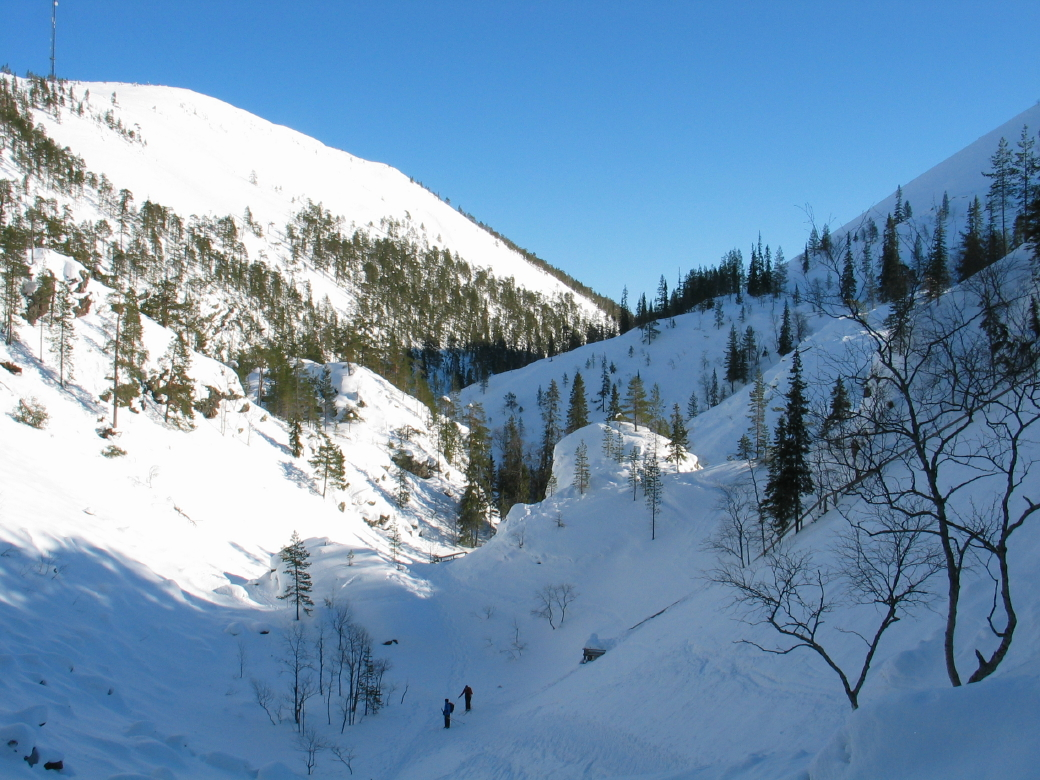
Un sentiero nel Parco nazionale di Pyhä-Luosto

- Parco nazionale di Pallas-Yllästunturi
- Parco nazionale di Patvinsuo
- Parco nazionale di Perämeri
- Parco nazionale di Petkeljärvi
- Parco nazionale di Puurijärvi-Isosuo

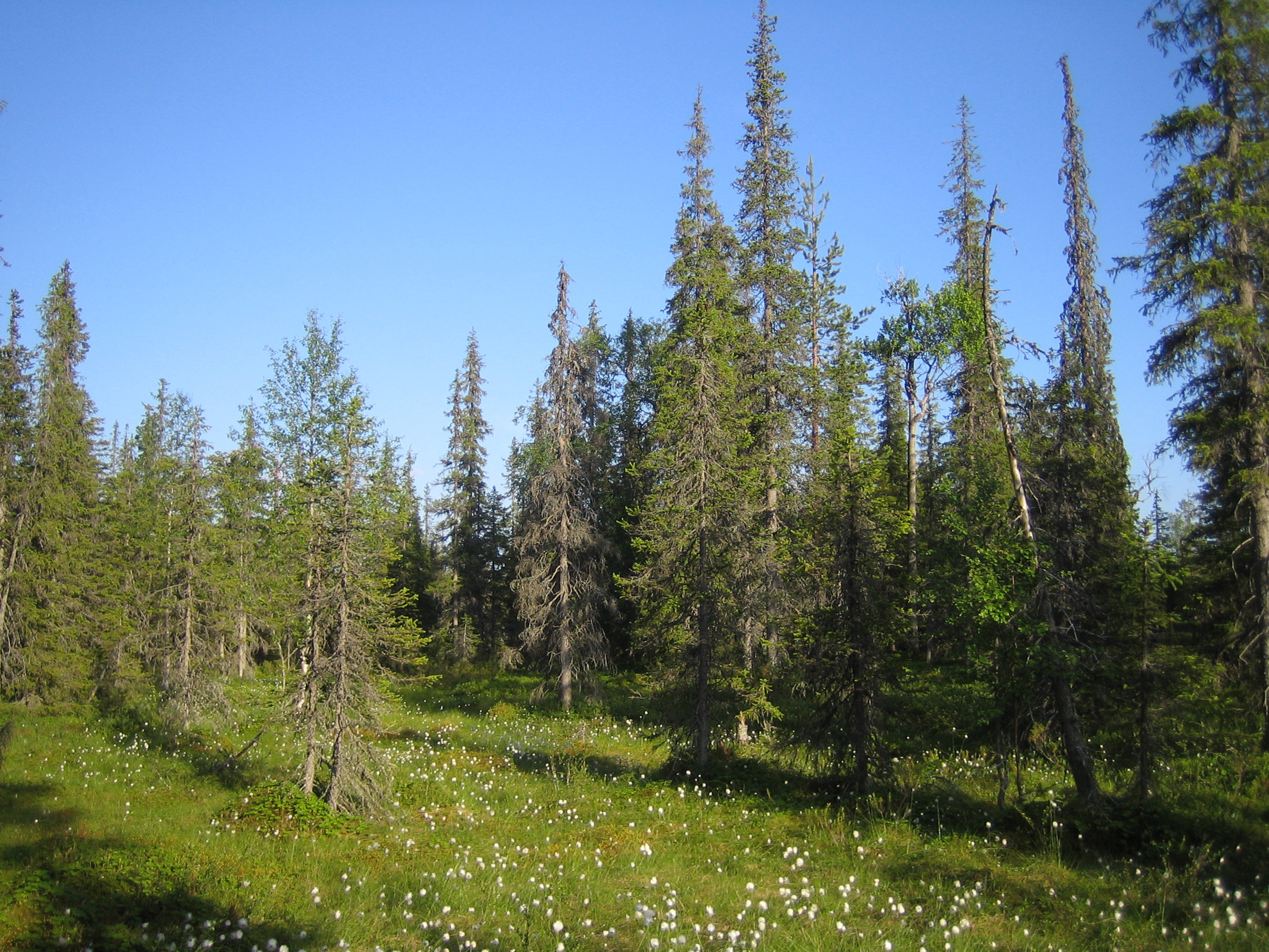
La foresta del Parco nazionale di Syöte

- Parco nazionale di Pyhä-Häkki
- Parco nazionale di Pyhä-Luosto
- Parco nazionale di Päijänne
- Parco nazionale di Repovesi
- Parco nazionale di Riisitunturi
- Parco nazionale di Rokua
- Parco nazionale di Salamajärvi
- Parco nazionale di Seitseminen
- Parco nazionale di Syöte
- Parco nazionale di Tiilikkajärvi
- Parco nazionale di Torronsuo
- Parco nazionale Urho Kekkonen
- Parco nazionale di Valkmusa

## Elenco delle altre aree protette
Un elenco parziale delle altre aree protette: 
- Riserva naturale di Aulanko
- Auttiköngäs, (altra area protetta)
- Riserva naturale di Hepoköngäs
- Hirvisuo, (Soidensuojelualue)
- Riserva naturale di Iso-Palonen - Maariansärkät
- Juortanansalo-Lapinsuo (Soidensuojelualue)
- Riserva naturale integrale Karkali
- Kermajärvi,  (altra area protetta)
- Riserva naturale integrale Kevo
- Riserva naturale Kolvananuuro
- Riserva naturale Komio
- Riserva naturale Korouoma
- Riserva naturale Kvarken Archipelago
- Riserva naturale Laajalahti
- Riserva naturale Langinkoski
- Riserva naturale Lentua
- Luiro, (Soidensuojelualue)
- Riserva naturale integrale Malla
- Martimoaapa, (altra area protetta)
- Melkuttimet, (altra area protetta)
- Foreste vergini di Näränkä
- Lago di Pihlajavesi (Shore Conservation Programme Area)
- Riserva naturale Punkaharju
- Zona umida Siikalahti
- Simojärvi e Soppana, (altre aree protette)
- Riserva naturale Sipoonkorpi
- Teerisuo-Lososuo, (Soidensuojelualue)
- Riserva naturale Telkkämäki
- Teuravuoma - Kivijärvenvuoma (protected mire area)
- Riserva naturale Valtavaara

Oltre a queste, si aggiungono le altre aree naturali protette di:
- Regione di Hetta
- Hämeenkangas
- Regione di Koitajoki
- Regione di Pääjärvi
- Regione di Reposuo
- Zona di ripopolamento di Ruostejärvi
- Parco folcloristico di Saari
- Regione di Saariselkä
- Regione di Sallatunturi
- Regione di Sevettijärvi-Näätämö
- Suvasvesi
- Regione di Utsjoki